# Casti GR
| GR ist das Kürzel für den Kanton Graubünden in der Schweiz. Es wird verwendet, um Verwechslungen mit anderen Einträgen des Namens Casti zu vermeiden. |

Casti war eine selbstständige politische Gemeinde in der Region Viamala im Kanton Graubünden, Schweiz. 1923 fusionierte Casti mit der Gemeinde Wergenstein zur Gemeinde Casti-Wergenstein, die ihrerseits am 1. Januar 2021 mit Donat, Lohn und Mathon zur Gemeinde Muntogna da Schons fusionierte.
Das Dorf Casti ist eine geschlossene Weilersiedlung und liegt am unteren Schamserberg.

## Geschichte

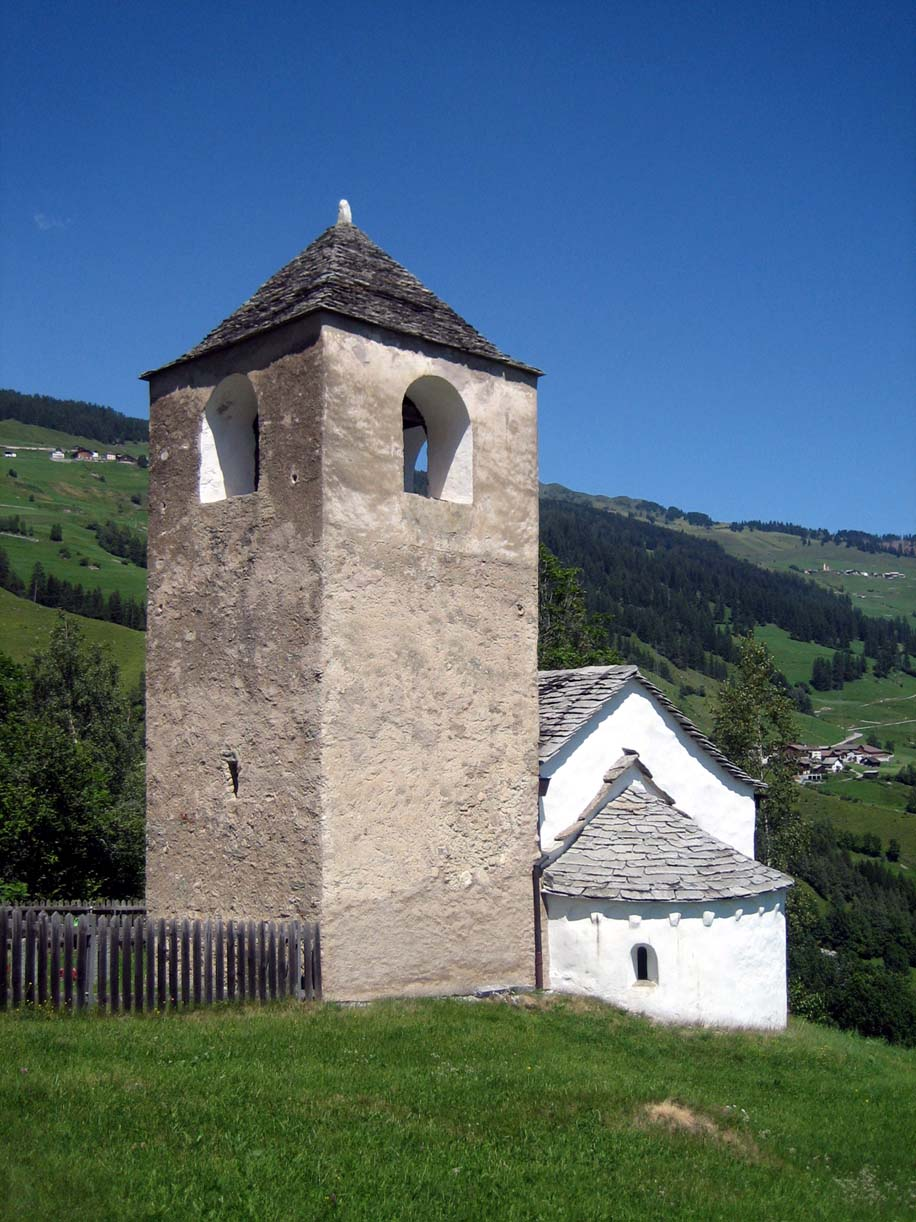
Reformierte Kirche Casti

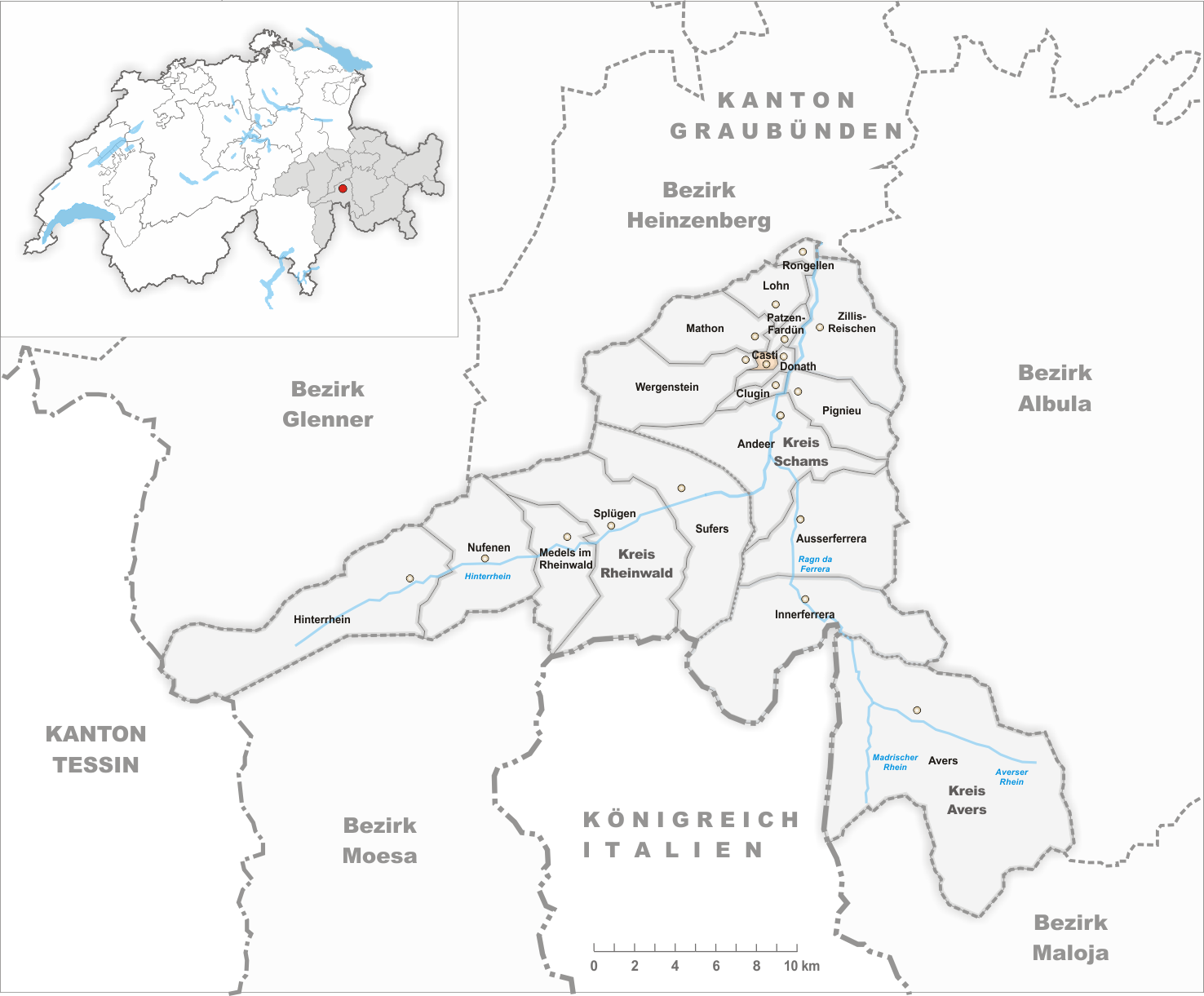
Gemeindestand vor der Fusion am 1. Januar 1923

Die Siedlung wurde als 1204 als ad Castellum urkundlich erwähnt. Indizien weisen auf eine früh- und hochmittelalterliche Wehrsiedlung unterhalb der Kirche aus dem 12. Jahrhundert hin. Das Patrozinium ist unbekannt. Bereits im frühen 13. Jahrhundert war das Siedlungsland ausgebaut. Erstmals 1204 ist am Schamserberg eine Gemeinde freier Bauern (Talschaft) mit eigenem Niedergericht bezeugt. Die landesherrlichen Rechte lagen nacheinander beim Bistum Chur, den Vazern, den Werdenbergern und ab 1456 wieder bei Chur. 1458 kaufte sich das Schams aus.
Kirchlich löste sich Casti nach der Reformation um 1530 bis 1535 von St. Martin in Zillis. In der Kirche von Casti finden sich Fresken des Waltensburger Meisters. 1627 bildete es eine Pfarrgemeinschaft mit Donat, Pazen, Farden und Clugin (Kirchgemeinde), zudem bis 1851 ein kleines Gericht mit den obigen Nachbarschaften innerhalb der Gerichtsgemeinde Schams. Danach gehörte es zum Kreis Schams im Bezirk Hinterrhein. Die erste Fahrstrasse wurde 1924 bis 1926 erbaut. In der von Vieh- und Alpwirtschaft geprägten Gemeinde Casti-Wergenstein ist der rätoromanische Sprachanteil zwar kontinuierlich gesunken, aber doch vergleichsweise hoch geblieben (1860 100 %, 1980 80 %, 2000 55 %).

## Bevölkerung
| Bevölkerungsentwicklung | Bevölkerungsentwicklung | Bevölkerungsentwicklung | Bevölkerungsentwicklung | Bevölkerungsentwicklung |
| ----------------------- | ----------------------- | ----------------------- | ----------------------- | ----------------------- |
| Jahr                    | 1835                    | 1850                    | 1900                    | 1920                    |
| Einwohner               | 29                      | 27                      | 23                      | 20                      |